# بيني أوين
بيني أوين (بالإنجليزية: Bennie Owen) هو لاعب كرة قدم أمريكية أمريكي، ولد في 24 يوليو 1875 في شيكاغو في الولايات المتحدة، وتوفي في 26 فبراير 1970.

## وصلات خارجية
- بيني أوين على موقع كلية كرة السلة في سبورتس رفرنس.كوم (الإنجليزية)